# لینک‌تری
لینک‌تری (انگلیسی: Linktree) برابر با درخت‌لینک یا درخت‌پیوند یک فری‌میوم صفحه فرود مرجع رسانه‌های اجتماعی است که توسط الکس زکریا، آنتونی زکریا و نیک همفریس ساخته شده‌است که دفتر مرکزی آن در ملبورن استرالیا قرار دارد. همچنین در سیدنی و لس آنجلس دفتر دارد. در سال ۲۰۱۶ تأسیس شد و برای ارائه یک صفحه فرود برای کل پیوندهای مرتبط با یک شخص یا شرکت در رسانه‌های اجتماعی ساخته شده‌است، که (رسانه‌های اجتماعی) به ندرت اجازه می‌دهند چندین سایت را پیوند دهید. این سایت از دلخوری توسعه‌دهندگان از رسانه‌های اجتماعی الهام گرفته شده‌است، که در آن ابرپیوندهای متعدد را مجاز نمی‌کند.

## تاریخچه
لینک‌تری در سال ۲۰۱۶ به دلیل ناراحتی در مورد اینکه رسانه‌های اجتماعی اجازه نمی‌دهند چند لینک در پروفایل‌ها وجود داشته باشد، تأسیس شد. سایت در شش ساعت ایجاد شد. گزارش شده‌است که در روزهای اولیه در یک شبه ۳۰۰۰ کاربر داشت که باعث از کار افتادن سرور به دلیل بار بیش از حد شده‌است. در سال ۲۰۱۸، اینستاگرام این سایت را به دلیل «اسپم» مسدود کرد، اگرچه مسدودی لغو شد و اینستاگرام عذرخواهی کرد. در دسامبر ۲۰۱۸، تعداد کاربران به یک میلیون کاربر و تا پایان سال ۲۰۱۹ به ۳ میلیون نفر رسید. در اکتبر ۲۰۲۰، لینک‌تری بیش از ۸ میلیون کاربر به دست آورده‌است.
تا مارس ۲۰۲۱، تعداد کاربران با افزایش ۳۰۰ درصدی نسبت به سال قبل به نزدیک به ۱۶ میلیون نفر رسیده‌است.
در آگوست ۲۰۲۱، لینک‌تری اودسلی "Odesli" را خرید تا به عنوان یک «فروشگاه یک‌جا» برای نوازندگانی که به دنبال کسب درآمد از هنر خود هستند، نیز فعالیت کند.

## شیوه
لینک‌تری یک سرویس فری‌میوم است: رایگان است، اما اشتراک «پرو» "Pro" را نیز ارائه می‌کند که در آوریل ۲۰۱۷ راه‌اندازی شد، که مزایای بیشتری مانند گزینه‌های سفارشی‌سازی بیشتر، تجزیه و تحلیل دقیق‌تر، یکپارچه‌سازی ایمیل ثبت‌نام، حذف لوگوی لینک‌تری و … را ارائه می‌دهد. کاربران می‌توانند با وجود عدم اشتراک، هر تعداد پیوند را که مایل باشند آپلود کنند. در اشتراک پرو با آنالیز حرفه‌ای به کاربران اجازه می‌دهد تا میزان کلیک خود را مشاهده کنند. هر دو اشتراک به کاربران این امکان را می‌دهند که یک صفحه شخصی‌سازی شده و قابل تنظیم ایجاد کنند، که تمام پیوندهای رسانه‌های اجتماعی و وب‌سایت‌های رسمی را در خود جای می‌دهد. لینک‌تری همچنین با آمازون شریک شد و به کاربران اجازه داد پروفایل فروشگاه آمازون خود را به عنوان یک بازاریابی آشناسازی بارگذاری کنند. در میان اعتراض‌ها به کشته‌شدن جورج فلوید، لینک‌تری به کاربران اجازه می‌داد نماد «حمایت از ضدنژادگرایی» را بچرخانند، که برگه‌ای را باز می‌کرد که بازدیدکنندگان را به مقالاتی از قبیل: دربارهٔ نژادپرستی اطلاع کسب کنند، کمک مالی به سازمان‌های ضدنژادگرایی و اطلاع از مکان‌هایی برای اعتراض، پیوند می‌داد.

## ستایش‌ها
در سال ۲۰۱۹، لینک‌تری در فهرست 'Upstart 100' سی‌ان‌بی‌سی به عنوان «درخشان‌ترین و جذاب‌ترین شرکت‌های نوپایی که قول می‌دهند به شرکت‌های بزرگ فردا تبدیل شوند» گنجانده شده‌است.» در مارس ۲۰۲۰، فست کامپانی، لینک‌تری را در مکان چهارم فهرست «نوآورترین شرکت‌های سال ۲۰۲۰» در دسته «رسانه‌های اجتماعی» برای «تبدیل «پیوند در بیو» اینستاگرام به یک منوی جذاب برای اشتراک مقالات بازارپردازی، یا مشارکت‌های پولی قرار داد.» این مکان یک بار در سال ۲۰۱۸ توسط ردیت، در سال ۲۰۱۹ توسط Are.na, و در سال ۲۰۱۶ توسط پریسکوپ به دست آمده‌است.

## ممنوعیت مداوم اینستاگرام
گزارش شده‌است که لینک‌تری، که به عنوان یک ابزار لینک در بیو برای اینستاگرام شروع به کار کرد، در سال ۲۰۱۸ در اینستاگرام مسدود شد، زیرا به عنوان «شکستن استانداردهای جامعه»، به ویژه به عنوان یک وب سایت هرزنامه ذکر شده بود. که مسدودی لغو شده و اینستاگرام عذرخواهی کرد، اما شایعاتی مبنی بر ممنوعیت مجدد اینستاگرام منتشر شده‌است. لینک‌تری بیان کرد که آنها با «نمایندگان خود در اینستاگرام» روی آن کار می‌کنند. این ممنوعیت پس از حمایت هزاران کاربر از لینک‌تری منجر به بهبود رابطه بین لینک‌تری و اینستاگرام شد. از مارس ۲۰۲۱، اینستاگرام کمتر از ۴۰ درصد از ترافیک پروفایل لینک‌تری را به خود اختصاص داده‌است.